# Elasmus formosus
Elasmus formosus är en stekelart som beskrevs av Girault 1912. Elasmus formosus ingår i släktet Elasmus och familjen finglanssteklar. Inga underarter finns listade i Catalogue of Life.